# Cynanchum implicatum
Cynanchum implicatum là một loài thực vật có hoa trong họ La bố ma. Loài này được (Jum. & H.Perrier) Jum. & H.Perrier mô tả khoa học đầu tiên năm 1911.